# Danh sách hoàng đế Đông La Mã
Dưới đây là danh sách các hoàng đế Đông La Mã, bắt đầu từ khi thành phố Constantinopolis được thành lập vào năm 330 CN đến khi nó thất thủ vào tay Đế quốc Ottoman năm 1453 CN. Chỉ có vị hoàng đế nào được công nhận là hoàng đế "hợp pháp" và là người cai trị toàn bộ Đế quốc mà quyền lực thực tế không bị ai tranh cãi. Danh sách này không bao gồm các vị đồng tiểu hoàng đế (symbasileis) và những kẻ tiếm vị danh hiệu hoàng đế.
Theo truyền thống, các hoàng đế Đông La Mã được xem là bắt đầu từ Hoàng đế La Mã Constantinus Đại đế, vị hoàng đế theo đạo Ki-tô đầu tiên, người tái xây dựng thành phố Byzantium làm kinh đô Constantinopolis của đế quốc và là người được các hoàng đế Đông La Mã đời sau xem là nhà cai trị kiểu mẫu. Dưới triều đại của Constantinus các đặc điểm chính của những gì được xem là nhà nước Đông La Mã đã hình thành: một chính thể La Mã định đô ở Constantinopolis và có nền văn hoá bị chi phối bởi Hy Lạp đông phương, cùng với đạo Ki-tô là quốc giáo.
Đế quốc Đông La Mã hay Byzantine là những người thừa hưởng trực tiếp nửa phía đông của Đế quốc La Mã sau khi nó bị chia cắt năm 395. Tất cả các vị hoàng đế Đông La Mã/Byzantine đều tự coi mình là những vị Hoàng đế La Mã hợp pháp; Thuật ngữ "Byzantine" được các sử gia tây phương bắt đầu sử dụng kể từ thế kỷ 16. Danh hiệu "Hoàng đế La Mã" được các hoàng đế Byzantine sử dụng vốn không gây ra tranh cãi cho đến khi Giáo hoàng trao vương miện "Hoàng đế La Mã Thần thánh" cho vua Charlemagne của người Frank (25 tháng 12 năm 800 CN), được thực hiện nhằm đáp trả sự lên ngôi của Nữ hoàng Irene vốn không được giáo hoàng Lêô III công nhận vì bà là phụ nữ.
Danh hiệu chính thức của tất cả các vị hoàng đế tiền Heraclius là "Augustus," ngoài ra, các danh hiệu khác như Dominus cũng được sử dụng. Tên của họ bắt đầu với chữ Imperator Caesar và sau cùng là chữ Augustus, ví dụ như tên của Leo I là "Imperator Caesar Flavius Valerius Leo Augustus". Các hoàng đế hậu Heraclius đều sử dụng danh hiệu Basileus (tiếng Hy Lạp: Βασιλεύς), vốn có nghĩa là Vua nhưng đã được sử dụng để thay thế Augustus. Sau khi Đế quốc La Mã Thần thánh thù địch được thành lập ở Tây Âu, danh hiệu "Autokrator" (tiếng Hy Lạp: Αὐτοκράτωρ) bắt đầu được sử dụng. Trong những thế kỷ tiếp theo, có thể các Kitô hữu phương Tây đã gọi các vị Hoàng đế là "Hoàng đế của người Hy Lạp." Vào thời hậu kỳ, danh hiệu chính thức của Hoàng đế Đông La Mã là "[Tên hoàng đế] nơi Đức Kitô, Hoàng đế và nhà Chuyên chế của người La Mã" (cf. Ῥωμαῖοι và Rûm).

### Danh sách các Hoàng đế
| Tên | Tên | Trị vì                                             | Ghi chú |
| --- | --- | -------------------------------------------------- | --- |
| Nhà Constantinus (306–363) Xem thêm: Nhà Constantinus                                                                    | |                                                    | |
| | Constantinus I "Đại đế" (tiếng Hy Lạp: Κωνσταντῖνος Α' ὁ Μέγας, tiếng Latin: Gaius Flavius Valerius Aurelius Constantinus) | 19 tháng 9 năm 324 – 22 tháng 5 năm 337            | Sinh tại Naissus khoảng 273/4 là con trai của Augustus Constantius Chlorus và Helena. Tự xưng Augustus của phía Tây sau cái chết của phụ hoàng vào ngày 25 tháng 7 năm 306 và trở thành người cai trị duy nhất của nữa phía tây của đế quốc sau trận Cầu Milvian năm 312. Năm 324, ông đánh bại Augustus của phía đông Licinius và tái thống nhất đế quốc dưới trướng của ông, và cai trị với tư cách là hoàng đế duy nhất đến khi mất. Constantine hoàn thành việc cải cách hành chính và quân sự bắt đầu dưới thời Diocletianus, người mở đầu của thời kỳ Dominate. Ông là nhà lãnh đạo đầu tiên trong lịch sử phương Tây thực hiện chính sách tự do tôn giáo; nhưng trên thực tế, Constantinus là một tín đồ Kitô giáo ngoan đạo và luôn tin vào sự quan phòng của Chúa trong việc đánh bại các phe đối lập trong nước và củng cố quyền lực của mình. Ông cũng cải cách hệ thống tiền tệ thông việc áp dụng tiền vàng solidus, và khởi xướng một chương trình xây dựng quy mô lớn, với đỉnh điểm là việc tái lập thành phố Byzantium dưới tên gọi "Tân Roma", hay được biết đến rộng rãi hơn với tên gọi Constantinopolis. Ông được coi là kiểu mẫu của tất cả các hoàng đế Đông La Mã sau đó. |
| | Constantius II (Κωνστάντιος [Β'], Flavius Iulius Constantius)                                                              | 22 tháng 5 năm 337 – 5 tháng 10 361                | Sinh ngày 7 tháng 8 năm 317, là con thứ hai của Constantinus I. Ông thừa hưởng các tỉnh miền đông của La Mã sau cái chết của cha, và trở thành Hoàng đế duy nhất của toàn Đế quốc năm 353 sau khi lật đổ kẻ cướp ngôi Magnentius. Dưới triều Constantius, các hoạt động quân sự diễn ra trên mọi biên giới. Mối chia rẽ giữa chủ thuyết Arianus được hoàng đế yêu thích và những người ủng hộ tính "chính thống" của Tín điều Nicea. Dưới triều đại của ông, thành Constantinopolis giành được vị thế bình đằng với thành Roma và toà nhà gốc của Hagia Sophia đã được xây dựng. Constantius đã chọn Constantius Gallus và Julianus là Caesar. Ông mất trên đường đi thảo phạt Julianus, người đã nổi dậy tạo phản. |
| | Constans I (Κῶνστας Α', Flavius Iulius Constans)                                                                           | 22 tháng 5 năm 337 – Tháng 1 năm 350               | Sinh khoảng năm 323, là con trai thứ ba của Constantinus I. Là Caesar từ năm 333, ông thừa hưởng các tỉnh ở miền trung của đế quốc sau cái chết của cha, và trở thành hoàng đế duy nhất ở phía tây sau cái chết của Constantinus II năm 348. Là một người ủng hộ nhiệt thành của Athanasius của Alexandria, ông là người chống lại chủ thuyết Arianus. Constans bị ám sát trong cuộc đảo chính của Magnentius. |
| | Julianus "Kẻ bội giáo" (Ἰουλιανὸς "ὁ Παραβάτης", Flavius Claudius Iulianus)                                                | 5 tháng 10 năm 361 – 28 tháng 6 năm 363            | Sinh trong tháng 5 năm 332, là cháu nội của Constantius Chlorus và là em họ của Constantius II. Được quân sĩ suy tôn ở Gaule và trở thành hoàng đế danh chính ngôn thuận sau cái chết của Constantius. Ông mất khi đem quân đánh Nhà Sassanid Ba Tư |
| Không thuộc triều đại nào (363–364)                                                                                      | |                                                    | |
| | Jovianus (Ἰοβιανός, Flavius Iovianus)                                                                                      | 28 tháng 6 năm 363 – 17 tháng 2 năm 364            | Sinh khoảng năm 332. Thủ lĩnh cấm vệ quân dưới trướng của Julianus, được binh sĩ suy tôn làm hoàng đế sau cái chết của Julianus. Mất trên đường quay về Constantinopolis. |
| Nhà Valentinianus (364–379) Xem thêm: Nhà Valentinianus                                                                  | |                                                    | |
| | Valentinianus I (Οὐαλεντιανός, Flavius Valentinianus)                                                                      | 26 tháng 2 năm 364 – 17 tháng 11 năm 375           | Sinh năm 321. Là một sĩ quan dưới triều Julianus và Jovianus, được binh sĩ suy tôn làm hoàng đế sau cái chết của Jovianus. Ông sớm bổ nhiệm em trai Valens làm Hoàng đế của phía Đông. Chết vì mắc bệnh xuất huyết não |
| | Valens (Οὐάλης, Flavius Iulius Valens)                                                                                     | 28 tháng 3 năm 364 – 9 tháng 8 năm 378             | Sinh năm 328. Là một người lính trong quân đội La Mã, ông được bổ nhiệm làm Hoàng đế của phía đông bởi anh trai của ông Valentinianus I. Tử trận tại Hadrianopolis |
| | Gratianus (Γρατιανός, Flavius Gratianus)                                                                                   | 9 tháng 8 năm 378 – 19 Jtháng 1 năm 379            | Sinh ngày 18 tháng 4 hoặc 23 tháng 5 năm 359, là con trai của Valentinianus I. Hoàng đế của phía tây, ông thừa hưởng phần đông của Đế quốc sau cái chết của Valens và ông đã chọn Theodosius I làm Hoàng đế của phía đông. Ông bị ám sát vào ngày 25 tháng 8 năm 383 trong cuộc khởi nghĩa của Magnus Maximus |
| Nhà Theodosius (379–457) Xem thêm: Nhà Theodosius                                                                        | |                                                    | |
| | Theodosius I "Đại đế" (Θεοδόσιος Α' ὁ Μέγας, Flavius Theodosius)                                                           | 19 tháng 1 năm 379 – 17 tháng 1 năm 395            | Sinh ngày 11 tháng 1 năm 347. Là một nhà quý tốc và lãnh đạo quân đội, và là anh rể của Gratianus, người bổ nhiệm ông làm hoàng đế của phía đông. Ông là Hoàng đế La Mã duy nhất kể từ năm 392 đến khi cái chết. |
| | Arcadius (Ἀρκάδιος, Flavius Arcadius)                                                                                      | 17 tháng 1 năm 395 – 1 tháng 5 năm 408             | Sinh ra ở 377/378, con trai cả của Theodosius I. Lên ngôi sau cái chết của cha. Lưu ý: Năm 395, Đế quốc La Mã bị chia cắt vĩnh viễn thành Đế quốc Tây La Mã và Đế quốc Đông La Mã. |
| | Theodosius II (Θεοδόσιος Β', Flavius Theodosius)                                                                           | 1 tháng 5 năm 408 – 28 tháng 7 năm 450             | Sinh ngày 10 tháng 4 năm 401, là con trai duy nhất của Arcadius. Lên ngôi kế vị sau khi vua cha mất. Lúc ông còn nhỏ, viên pháp quan thái thú Anthemius làm nhiếp chính trong giai đoạn từ năm 408–414. Ông mất vào năm 450 do bị ngã ngựa khi đang dạo chơi cùng tùy tùng. |
| | Pulcheria (Πουλχερία, Aelia Pulcheria)                                                                                     | 28 tháng 7 năm 450 – Tháng 7 năm 453               | Sinh ngày 19 tháng 1 năm 398 hoặc 399. Là một trong những con gái của Arcadius. Bà cai trị với chồng Marcianus. |
| | Marcianus (Μαρκιανός, Flavius Marcianus Augustus)                                                                          | 450 – Tháng 1 năm 457                              | Sinh năm 396. Một binh sĩ và chính trị gia, ông đã trở thành hoàng đế sau khi được kết hôn với Augusta Pulcheria, chị gái của Theodosius II. Chết vì bệnh hoại tử. |
| Nhà Leon (457–518) Xem thêm: Nhà Leon                                                                                    | |                                                    | |
| | Leo I "xứ Thracia" (Λέων Α' ὁ Θρᾷξ, ὁ Μακέλλης, ὁ Μέγας, Flavius Valerius Leo)                                             | 7 tháng 2 năm 457 – 18 tháng 1 năm 474             | Sinh ra ở Dacia khoảng năm 400 và có gốc Bessian, Leo trở thành một sĩ quan cấp thấp rồi trở thành người hầu cận của Tổng tư lệnh quân đội người Goth Aspar, người đã chọn Leo làm hoàng đế sau khi Marcianus chết. Ông là vị hoàng đế đầu tiên được Thượng phụ thành Constantinopolis tấn phong. Triều đại của Leo còn đáng chú ý bằng việc bình định biên giới trên sông Danube và hiệp ước hòa bình với người Ba Tư, cho phép ông có thể can thiệp vào chuyện của đế quốc phía tây, điều đã được chứng tỏ bằng việc sắc phong Anthemius làm Hoàng đế Tây La Mã vào năm 467. Ông đã cố gắng vun đắp thành tích chính trị này bằng một cuộc viễn chinh nhằm tái chiếm Carthage từ tay người Vandal vào năm 468. Vốn bị quyền thần Aspar khống chế, Leo Leo I đã vội liên minh với người Isauria nhằm mục tiêu loại bỏ người này, ông đã gã con gái Ariadne cho vị thủ lĩnh người Isauria Tarasicodissa (Zeno). Với sự hỗ trợ của họ, Aspar đã bị hạ sát năm 471 và uy quyền của người Goth trong quân đội La Mã đã bị bẻ gãy. |
| | Leo II "nhỏ bé" (Λέων Β' ὁ Μικρός, Flavius Leo)                                                                            | 18 tháng 1 – 17 tháng 11 năm 474                   | Sinh khoảng năm 467, là cháu nội của Leo I. Ông là con của Ariadne và người chồng người Isauria Zeno. Lớn lên là Caesar và trở thành đồng hoàng đế vào mùa thu năm 473. Ngay sau khi lên ngôi, do ấu đế Leo còn quá ít tuổi, Zeno đã làm đồng hoàng đế và nhiếp chính. Leo II mất không lâu sau đó, có lẽ đã bị nhiễm độc |
| | Zeno (Ζήνων, Flavius Zeno)                                                                                                 | 17 tháng 11 năm 474 – 9 tháng 4 năm 491            | Sinh năm 425 ở Isauria, có tên thật là Tarasicodissa. Là thủ lĩnh của đội quân người Isauria của Leo I, ông trở thành comes domesticorum, rồi kết hôn với công chúa Ariadne và lấy tên là Zeno và đóng một vai trò rất quan trọng trong việc loại bỏ Aspar và đội quân người Goth của ông ta. Ông được phong làm đồng hoàng đế bởi con trai ông vào ngày 9 tháng 2 năm 474 và trở thành hoàng đế duy nhất sau khi con ông chết. Tuy nhiên, ông phải trốn chạy về quê năm 475 trước khi Basiliscus giành quyền kiểm soát kinh thành năm 476. Zeno thỏa hiệp hòa bình với người Vandal và đánh bại Illus và Verina, cũng như bình ổn vùng Balkans bằng cách dụ người Ostrogoth dưới Theodoric Đại đế di cư sang Ý. triều đại của Zeno cũng chứng kiến sự cáo chung của đế quốc phía tây. Trong lịch sử Giáo hội Thiên Chúa giáo La Mã, Zeno có liên quan đến sự kiện ban hành Henotikon hoặc "Chỉ dụ Hợp nhất" do chính ông ban bố và được tất cả các Giám mục Giáo hội phương Đông ký vào, nhằm mục đích giải quyết những bất đồng xoay quanh thuyết Nhất Tính luận. |
| | Basiliscus (Βασιλίσκος, Flavius Basiliscus)                                                                                | 9 tháng 1 năm 475 – Tháng 8 năm 476                | Tướng quân và là em rể của Leo I, ông đoạt ngôi từ Zeno nhưng nhanh chóng bị ông ta lật đổ. Ông mất năm 476/477 |
| | Anastasius I Dicorus (Ἀναστάσιος Α' ὁ Δίκορος, Flavius Anastasius)                                                         | 11 tháng 4 năm 491 – 9 tháng 7 năm 518             | Sinh khoảng năm 430 tại Dyrrhachium, ông từng là chức lễ quan (silentiarius) trong triều. Ông kết hôn với hoàng hậu góa phụ Ariadne và được chọn làm vua. Ông mang biệt danh "Dikoros" (nghĩa là "hai mắt"; tiếng Latin: Dicorus) vì có hai màu mắt khác nhau. Anastasius trị vì rất được lòng dân bằng những việc ích lợi như miễn giảm thuế má hợp lý, củng cố bộ máy chính quyền, tăng cường binh bị cùng khả năng điều hành chính sự của Đế quốc một cách tài tình, khiến cho Đế quốc Đông La Mã dần dần hồi phục thực lực. Việc ông ủng hộ "Đơn tính thuyết" (monophysite) đã nhận sự phản đối kịch liệt, nổi bật là cuộc khởi nghĩa Vitalianus và cuộc Ly giáo Acacius. Ngoài ra, triều đại của ông còn đánh dấu lần đầu tiên người Bulgar vào cướp phá vùng Balkan và cuộc chiến với Ba Tư ở Dara. Anastasius mất mà không có con cái nối dõi. |
| Nhà Justinianus (518–602) Xem thêm: Nhà Justinianus                                                                      | |                                                    | |
| | Justinus I (Ἰουστῖνος Α', Flavius Iustinus)                                                                                | Tháng 7 năm 518 – 1 tháng 8 năm 527                | Sinh khoảng năm 450 tại Bederiana (Justiniana Prima), Dardania. Sĩ quan và chỉ huy của cấm quân (Excubitores) dưới triều Anastasius I, ông được quần thần ủng hộ trong cuộc bầu chọn làm Hoàng đế sau cái chết của Anastasius I. |
| | Justinianus I "Đại đế" (Ἰουστινιανὸς Α' ὁ Μέγας, Flavius Petrus Sabbatius Iustinianus)                                     | 1 tháng 8 năm 527 – 13/14 tháng 11 năm 565         | Sinh năm 482/483 tại Tauresium (Taor), Macedonia. Cháu trai của Iustinus I, có lẽ được phong làm đồng hoàng đế vào ngày 1 tháng 4 năm 527. Lên ngôi kế vị sau cái chết của Justinus I. Ông mang tham vọng khôi phục lại các vùng lãnh thổ phía tây của đế chế và đã tái chiếm lại Ý, Bắc Phi và một phần của Tây Ban Nha. Ông đã thành lập một bộ luật được biết dưới cái tên corpus juris civilis hay "Dân Luật Đại Toàn," nền tảng của pháp luật đối với nhiều quốc gia châu Âu hiện đại. |
| | Justinus II (Ἰουστῖνος Β', Flavius Iustinus Iunior)                                                                        | 14 tháng 11 năm 565 – 5 tháng 10 năm 578           | Sinh khoảng 520. Là cháu trai của Iustinianus I, ông lên ngôi kế vị sau cái chết của Iustinianus I với sự hỗ trợ từ quân đội và viện nguyên lão Senate. Ông mắc phải bệnh điên, vì thế vợ ông Sophia đã phải nhiếp chính trong những năm 573–574 và Tiberius II Constantinus trong những năm 574–578. |
| | Tiberius II Constantinus (Τιβέριος Β', Flavius Tiberius Constantinus)                                                      | 5 tháng 10 năm 578 – 14 tháng 8 năm 582            | Sinh khoảng năm 535, là chỉ huy cấm quân (Excubitores), bạn và con nuôi của Justinus. Được phong làm Caesar và nhiếp chính năm 574. Lên ngôi kế vị sau cái chết của Justinus II. |
| | Mauricius (Μαυρίκιος, Flavius Mauricius Tiberius)                                                                          | 14 tháng 8 năm 582 – 22 tháng 11 năm 602           | Sinh năm 539 tại Arabissus, Cappadocia. Trở thành sĩ quan và sau đó là tướng. Là con rể của Tiberius II và lên ngôi kế vị sau cái chết của ông ấy. Phong con trai Theodosius làm đồng hoàng đế năm 590. Bị Phocas lật đổ và xử tử vào ngày 27 tháng 11 năm 602 tại Chalcedon. |
| Không thuộc triều đại nào (602–610)                                                                                      | |                                                    | |
| | Phocas (Φωκᾶς, Flavius Phocas)                                                                                             | 23 tháng 11 năm 602 – 4 tháng 10 năm 610           | Sĩ quan cấp dưới trong quân đội ở Balkan, ông dấy binh tạo phản Mauricus. Tuy nhiên ông ngày càng mất lòng dân và bị lật đổ và xử tử bởi Heraclius. |
| Nhà Heraclius (610–695) Xem thêm: Nhà Heraclius                                                                          | |                                                    | |
| | Heraclius (Ἡράκλειος, Flavius Heraclius)                                                                                   | 5 tháng 10 năm 610 – 11 tháng 2 năm 641            | Sinh khoảng năm 575 và là con trai của quan trấn thủ của tỉnh Africa, Heraclius già. Khởi nghĩa chống lại Phocas năm 609 và lật đổ ông ta vào tháng 10 năm 610. Dành thắng lợi trong Chiến tranh Đông La Mã-Sassanid (602–628) nhưng bất lực trong việc ngăn chặn cuộc xâm lược Syria của người Hồi giáo. Thay tiếng Latin bằng tiếng Hy Lạp làm ngôn ngữ chính thức |
| | Konstantinos (Ἡράκλειος νέος Κωνσταντῖνος, Heraclius Novus Constantinus)                                                   | 11 tháng 2 – 24/26 tháng 5 năm 641                 | Sinh ngày 3 tháng 5 năm 612 và là con trai của Heraclius và vợ cả Fabia Eudokia. Được phong làm đồng hoàng đế năm 613, Kế vị cùng em trai Heraklonas sau cáu chết của Heraclius. Chết vì bệnh lao, nhưng bị cáo buộc là do mẹ kế Martina hạ độc. |
| | Heraklonas (Ἡρακλωνᾶς, Heraclianus) (Κωνσταντῖνος Ἡράκλειος, Constantinus Heraclius)                                       | 11 tháng 2 năm 641 – Tháng 9 năm 641               | Sinh năm 626, là con trai của Heraclius và hoàng hậu thứ 2 Martina, được phong làm đồng hoàng đế năm 638. Kế vị cùng Constantinus III sau cái chế của Heraclius. Trở thành hoàng đế duy nhất sau cái chết của Constantinus III dưới sự chấp chính của Martina, nhưng bị quân đội ép phong Constans II làm đồng hoàng đế và bị viện nguyên lão lật đổ tháng 9 năm 641. |
| không khung | Konstans II (Κῶνστας Β', Constantus II) (Κωνσταντῖνος ὁ Πωγωνάτος)                                                         | Tháng 9 năm 641 – 15 tháng 9 năm 668               | Sinh ngày 7 tháng 11 năm 630, là con trai của Konstantinos III. Được phong làm đồng hoàng đế trong mùa hè 641 sau cái chết của cha mình do áp lực từ quân đội, ông trở thành hoàng đế duy nhất sau khi chú ông Heraklonas bị ép thoái vị. Ông được rửa tội thành Herakleios và cai trị chính thức dưới cái tên Konstantinos. "Constans" là biệt danh của ông. Tin đồn rằng ông sẽ di chuyển thủ đô của Đế chế đến Siracusa có thể là nguyên nhân khiến Konstans mất mạng |
| không khung | Konstantinos IV "có râu" (Κωνσταντῖνος Δ' ὁ Πωγωνάτος)                                                                     | 15 tháng 9 năm 668 – Tháng 9 năm 685               | Sinh năm 652, ông lên ngôi kế vị sau khi cha ông, Konstans II, bị ám sát. Ông đôi lúc bị gọi sai là Pogonatos nghĩa là "Có Râu", để khỏi nhầm lẫn với phụ hoàng. Triều đại của Konstantinos IV đã chứng kiến sự dừng lại nghiêm trọng đầu tiên sau gần 50 năm Hồi giáo bành trướng mà không bị gián đoạn, trong khi lời triệu tập Công đồng Đại kết thứ sáu của ông thì lại xem là sự kết thúc của cuộc tranh cãi thuyết Nhất ý luận tại Đế quốc Đông La Mã. |
| không khung | Justinianos II "mũi rọc" (Ἰουστινιανὸς Β' ὁ Ῥινότμητος)                                                                    | Tháng 9 năm 685 – 695                              | Sinh năm 669, là con trai của Konstantinos IV. Ông được phong làm đồng hoàng đế năm 681 và trở thành hoàng đế duy nhât sau cái chết của phụ hoàng. Ông bị lật đổ trong một cuộc đảo chính quân đội năm 695, và cắt đứt mũi và đày tới Cherson, nơi ông phục vị năm 705. |
| Hai mươi năm vô chính phủ (695–717) Bài chi tiết: Hai mươi năm vô chính phủ                                              | |                                                    | |
| | Leontios (Λεόντιος) | 695–698                                            | Tướng quân từ Isauria, lật đổ Justinianos II nhưng chính ông lại bị lật đổ trong cuộc nổi dậy khác năm 698. Bị xử Trảm vào tháng 2 năm 706.. |
| | Tiberius III Apsimar (Τιβέριος Γ' Ἀψίμαρος)                                                                                | 698–705                                            | Đô đốc gốc Giéc-manh, tên thật là Apsimar. Ông nổi dậy chống lại Leontios sau chiến dịch thất bại trong việc giành lại Carthage vào năm 698. Ông cai trị dưới hiệu Tiberios trước khi bị Justinianos II lật đổ năm 705. Bị xử trảm vào tháng 2 năm 706. |
| không khung | Justinianos II "mũi rọc" (Ἰουστινιανὸς Β' ὁ Ῥινότμητος)                                                                    | Tháng 8 năm 705 – Tháng 12 năm 711                 | Phục vị dưới sự trợ giúp của người Bulgar. Phong con trai Tiberios làm đồng hoàng đế năm 706. Bị lật đổ và xử tử trong một cuộc đảo chính quân đội. |
| | Philippikos Bardanes (Φιλιππικὸς Βαρδάνης)                                                                                 | Tháng 12 năm 711 – 3 tháng 6 năm 713               | Một vị tướng gốc Armenia, ông lật đổ Justinianos II nhưng lại bị hạ bởi quân đội Opsikion. |
| | Anastasios II (Ἀναστάσιος Β')                                                                                              | Tháng 6 năm 713 – Tháng 11 năm 715                 | Tên thật là Artemios. Một quan chức và thư ký dưới triều Philippikos, ông được ban cho tía bào bởi những binh lính đã lật đổ Philippikos. Bị lật đổ trong một cuộc đảo chính của quân đội, ông cố gắng để giành lại ngai vàng năm 718 nhưng thất bại và đã bị giết. |
| | Theodosios III (Θεοδόσιος Γ')                                                                                              | Tháng 5 năm 715 – 25 tháng 3 năm 717               | Là một viên quan trông coi về tài chính và thu thuế, ông được phiến quân Opsikion tôn làm hoàng đế. Vào thành Constantinopolis tháng 11 năm 715. Thoái vị sau cuộc nổi dậy của Leo người Isauria và trở thành một tu sĩ. |
| Nhà Isauria (717–802) Xem thêm: Nhà Isauria                                                                              | |                                                    | |
| | Leon III "xứ Isauria" (Λέων Γ΄ ὁ Ἴσαυρος)                                                                                  | 25 tháng 3 năm 717 – 18 tháng 6 năm 741            | Sinh khoảng năm 685 tại Germanikeia, Commagene và rồi trở thành tướng. Tạo phản và dành ngôi vào mùa xuân năm 717. Đẩy lùi Cuộc bao vây Constantonopolis lần thứ nhì của người Ả Rập và khởi đầu chính sách găn cấm sự tôn kính tượng thánh. |
| | Konstantinos V "nỗi ô nhục" (Κωνσταντῖνος Ε΄ ὁ Κοπρώνυμος)                                                                 | 18 tháng 6 năm 741 – 14 tháng 9 năm 775            | Sinh trong tháng 7 năm 718, là con trai duy nhất của Leo III. Là đồng hoàng đế từ năm 720, ông lên nối ngôi kế vị sau cái chết của phụ hoàng. Sau khi đả bại tiếm vương Artabasdos, ông tiếp tục chính sách bài trừ tượng thành của cha và giành được một vài thắng lợi trước người Ả Rập và người Bulgar. Ông có biệt danh là "nỗi ô nhục" được đặt bởi các cây viết thù địch đời sau. |
| | Artabasdos (Ἀρτάβασδος) | Tháng 6 năm 741 – 2 tháng 11 năm 743               | Tướng quân và con rể của Leon III, Bá tước tỉnh Opsikion. Dẫn đầu một cuộc nổi dậy và chiếm được Constantinopolis, nhưng đã bị đánh bại và bị lật đổ bởi Konstantinos V, người chọc mù và cạo trọc đầu ông. |
| | Leon IV "người Khazar" (Λέων Δ΄ ὁ Χάζαρος)                                                                                 | 14 tháng 9 năm 775 – 8 tháng 9 năm 780             | Sinh ngày 25 tháng 1 năm 750 và là trưởng nam của Konstantinos V. Đồng hoàng dế kể từ năm 751, lên ngôi kế vị sau cái chết của cha. |
| | Konstantinos VI (Κωνσταντῖνος ΣΤ΄)                                                                                         | 8 tháng 9 năm 780 – Tháng 8 năm 797                | Sinh năm 771 và là đứa con duy nhất của Leon IV. Đồng hoàng đế từ năm 776, và là hoàng đế duy nhất kể từ năm 780, cho đến 790 dưới nhiếp của mẹ, Irene xứ Athens. Ông bị lật đổ theo lệnh của Irene, bị chọc mù mắt và bị bỏ tù, ông có thể đã chết vì nhiễm trùng vết thương ngay sau đó. |
| | Irene thành Athena (Εἰρήνη ἡ Ἀθηναία)                                                                                      | Tháng 8 năm 797 – 31 tháng 10 năm 802              | Sinh năm 752 ở Athena, bà kết hôn với Leon IV. Nhiếp chính cho con trai Konstantinos VI trong những năm 780–790, bà lật đổ con trai năm 797 và trở thành nữ hoàng đương vị. Năm 787, bà kêu gọi cái gọi là Công đồng Nicaea lần thứ hai và lên án việc thực thi bài trừ tượng thành và khôi phục tôn kính của tượng thánh trong các nghi lễ Kitô giáo. Bà bị lật đổ trong một cuộc đảo chính hoàng cung năm 802, sau đó phải sống lưu vong và qua đời vào ngày tháng 8 năm 9 năm 803. |
| Nhà Nikephoros (802–813) Bài chi tiết: Nhà Nikephoros                                                                    | |                                                    | |
| | Nikephoros I ""Người đem lại Chiến thắng"" (Νικηφόρος Α΄ ὁ Λογοθέτης)                                                      | 31 tháng 10 năm 802 – 26 tháng 7 năm 811           | Logothetes tou genikou (bộ trưởng kinh tế) dưới triều Irene, đem quân đánh người Bulgar và giành được thắng lợi ban đầu nhưng tử trận trong trận Pliska. |
| | Staurakios (Σταυράκιος) | 26 tháng 7 năm 811 – 2 tháng 10 năm 811            | Con duy nhất của Nikephoros I, được phong làm đồng hoàng đế trong tháng 12 năm 803. Lên nối ngôi sau khi cha mất; tuy nhiên ông bị thương nặng tại Pliska và bị liệt nửa người, do vậy ông buộc phải lui về an dưỡng trong một tu viện tại nơi mà chẳng lâu sau ông mất |
| | Mikhael I Rangabe (Μιχαὴλ Α΄ Ραγγαβὲ)                                                                                      | 2 tháng 10 năm 811 – 22 tháng 6 năm 813            | Con rể của Nikephoros I, ông kế vị Staurakios sau khi ông ấy thoái vị. Ông đã từ ngôi sau khi Leon người Armenia làm phản và phải lui đến một tu viện, nơi ông qua đời vào ngày 11 tháng 1 năm 844. Ông đồng trị vì với con trai cả Theophylact. |
| Không thuộc triều đại nào (813–820)                                                                                      | |                                                    | |
| | Leon V "người Armenia" (Λέων Ε' ὁ Ἀρμένιος)                                                                                | 11 tháng 7 năm 813 – 25 tháng 12 năm 820           | Tướng gốc Armenia, sinh khoảng năm 755. Tạo phản chống lại Mikhael I và trở thành hoàng đế. Ông đã chọn con trai Symbatios làm đồng hoàng đế dưới tên gọi Konstantinos vào Giáng sinh năm 813. Hồi phục chính sách bài trừ tượng thánh. Ông bị ám sát bởi một âm mưu của Mikhael Amoria. |
| Nhà Amorium (820–867) Xem thêm: Đông La Mã dưới nhà Amorium                                                              | |                                                    | |
| không khung | Mikhael II "người Amorium" (Μιχαὴλ Β΄ ὁ ἐξ Ἀμορίου)                                                                        | 25 tháng 12 năm 820 – 2 tháng 10 năm 829           | Sinh năm 770 tại Amorium, ông bắt đầu đời binh nghiệp của mình là một sĩ quan. Là bạn của Leon V, ông dần dần nhận được chức vụ cao nhưng lại lập mưu hạ sát Leon để rồi dành ngôi. Sống sót sau cuộc khởi nghĩa của Thomas người Xla-vơ, đánh mất Crete vào tay người Ả Rập và phải đối mặt với cuộc xâm lược đảo Sicilia của người Hồi giáo. Ông tiếp tục thực thi chính sách bài trừ tượng thánh |
| | Theophilos (Θεόφιλος) | 2 tháng 10 năm 829 – 20 tháng 1 năm 842            | Sinh năm 813 và là con trai duy nhất của Mikhael II. Đồng hoàng đế kể từ năm 821, lên nối ngôi sau khi cha chết. |
| | Mikhael III "Kẻ nghiện rượu" (Μιχαὴλ Γ΄ ὁ Μέθυσος)                                                                         | 20 tháng 1 năm 842 – 23 tháng 9 năm 867            | Sinh ngày 19 tháng 1 năm 840, là con trai của Theophilos, ông nối ngôi kế vị sau khi Theophilos chết. Dưới sự nhiếp chính của Theodora đến năm 856 và bị người chú Bardas khống chế trong những năm 862–866. Chấm dứt chính sách bài trừ tượng thánh. Bị sát hại bởi Basileios người Makedonia. Là một vị vua thích hưởng vui thú, ông được đặt biệt danh bởi các "Kẻ nghiện rượu" bởi các cây bút ủng hộ Basileios. |
| Nhà Makedonia (867–1056) Xem thêm: Nhà Makedonia và Đế quốc Đông La Mã dưới nhà Makedonia                                | |                                                    | |
| | Basileios I "người xứ Makedonia" (Βασίλειος Α΄ ὁ Μακεδὼν)                                                                  | 867 – 2 tháng 8 năm 886                            | Sinh ra trong một gia đình nông dân thuần phác ở Tỉnh Makedonia khoảng năm 811, nhờ giữ nhiều trọng trách trong hoàng cung nên ông trở thành cận thần của Mikhael III. Sau đó, ông lật đổ Mikhael và thành lập nên triều đại Makedonia. Ông thực hiện các cuộc chiến thành công chống lại người Ả Rập và lực lượng dị giáo Paulicia và tái chiếm lại miền nam Italia. |
| không khung | Leon VI "Hiền nhân" (Λέων ΣΤ΄ ὁ Σοφὸς)                                                                                     | 886 – 11 tháng 5 năm 912                           | Sinh ngày 19 tháng 9 năm 866, ông có lẽ là trưởng nam của Basileos I hoặc Mikhael III. Leo còn được biết đền nhờ học vấn uyên bác của mình. Triều đại của ông chứng kiến chứng kiến nhiều thất bại quân sự tại khu vực Balkan trong cuộc chinh phạt Bulgaria và chiến đấu chống lại người Ả Rập ở Sicilia và Aegea. |
| | Alexandros (Ἀλέξανδρος) | 11 tháng 5 năm 912 – 6 tháng 6 năm 913             | Con trai của Basileios I, Alexandros sinh năm 870 và được phong làm đồng hoàng đế 879. Từng bị Leon VI cho ra rìa, Alexandros cho sa thải hầu hết các cố vấn và người thân của Leon. Ông chết vì kiệt sức sau khi chơi một trò tzykanion vào ngày 6 tháng 6 năm 913, được cho là do lời tiên tri của người anh trai rằng ông chỉ trị vì trong 13 tháng. |
| không khung | Konstantinos VII "Dòng dõi vương giả" (Κωνσταντίνος Ζ΄ ὁ Πορφυρογέννητος)                                                  | 6 tháng 6 năm 913 – 9 tháng 11 năm 959             | Là con trai của Leon VI, sinh vào ngày 17/18 tháng 5 năm 905 và được phong làm đồng hoàng đế vào ngày 15 tháng 5 năm 908. Hầu hết triều đại của ông đều chịu sự chi phối của các đồng nhiếp chính: từ năm 913 đến 919 là thời kỳ thái hậu Zoe buông rèm nhiếp chính, trong khi từ năm 920 đến 945 Konstantinos phải chia sẻ ngôi báu với người cha vợ Romanos Lekapenos cùng đám con cháu kế cận. Hoàng đế còn được biết đến với bốn tác phẩm nổi tiếng của mình gồm De Administrando Imperio, De Ceremoniis, De Thematibus và Vita Basilii. |
| không khung | Romanos I Lekapenos (Ρωμανὸς Α΄ Λεκαπηνὸς)                                                                                 | 17 tháng 12 năm 920 – 16 tháng 12 năm 944          | Là một đô đốc có xuất thân hèn kém, Romanos thăng tiến nhanh chóng và trở thành người bảo hộ của ấu chúa Konstantinos VIIl trước Leo Phokas già. Sau khi trở thành cha vợ của hoàng đế, ông càng ngày càng thăng tiến như diều gặp gió cho đến khi ông trở thành đại hoàng đế. Triều đại của ông được đánh dấu bằng sự kết thúc của cuộc chiến với Bulgaria và những cuộc chinh phục vĩ đại của Ioannes Kourkouas ở phía đông. Romanos phong các con Christophoros, Stephanos và Konstantinos làm đồng hoàng đế, trên cả Konstantinos VII, nhưng lại bị các con mình ép buộc phải thoái vị và bắt đi tu trên một hòn đảo. Ông mất tại đây ngày 15 tháng 6 năm 948. |
| | Romanos II "Dòng dõi vương giả" (Ῥωμανὸς Β΄ ὁ Πορφυρογέννητος)                                                             | 9 tháng 11 năm 959 – 15 tháng 3 năm 963            | Là đứa con duy nhất của Konstantinos VII còn sống, sinh ngày 15 tháng 3 năm 938 và lên ngôi sau cái chết của phụ hoàng. Ông làm hoàng đế cho đến khi mất, mặc dù công việc triều chính đều do thái giám Joseph Bringas đảm nhiệm. Triều đại của ông được đánh dấu bằng các thắng lợi trước Sayf al-Dawla ở miền đông và cuộc tái chiểm đảo Kreta bởi tướng Nikephoros Phokas. |
| không khung | Nikephoros II Phokas (Νικηφόρος Β΄ Φωκᾶς)                                                                                  | 16 tháng 8 năm 963 – 11 tháng 12 năm 969           | Là vị tướng thành công nhất trong thời đại của ông, Nikephoros II sinh vào khoảng năm 912 trong thị tộc Phokas danh giá. Sau cái chết của Romanos II, ông được quần thần và quân đội tôn làm hoàng đế với danh nghĩa chấp chính của hai ấu chúa Basileios II và Konstantinos VIII và kết hôn với thái hậu Theophano. Dưới triều đại của mình, ông thực hiện các chiến dịch ở miền đông và chinh phạt phần lớn Syria. Ông bị cháu trai Ioannes Tzimiskes ám sát. |
| không khung | Ioannes I Tzimiskes (Ἰωάννης Α΄ Κουρκούας ὁ Τσιμισκὴς)                                                                     | 11 tháng 12 năm 969 – 10 tháng 1 năm 976           | Cháu trai của Nikephoros Phokas, Tzimiskes sinh khoảng năm 925. Là một vị tướng trực quan và tài năng, ông đã góp phần củng cố đế chế và mở rộng cương thổ trong suốt triều đại ngắn ngủi của mình. Tzimiskes kế nhiệm Nikephoros làm hoàng đế và nhiếp chính cho Romanos II. Trong vai trò là người cai trị đế quốc, Tzimiskes đè bẹp người Rus' ở Bulgaria trước khi đông chinh. |
| | Basileios II "Kẻ giết người Bulgar" (Βασίλειος Β΄ ὁ Βουλγαροκτόνος)                                                        | 10 tháng 1 năm 976 – 15 tháng 12 năm 1025          | Là trưởng nam Romanos II, Basileios sinh năm 958. Ông là vị Hoàng đế có thời gian trị vì lâu nhất trong lịch sử Đế quốc Đông La Mã, là người có công đưa Đế quốc đến "thời kỳ hoàng kim" của nó. Những chiến thắng của ông trước quân Bulgaria đã khiến người Hy Lạp coi ông như một vị Hoàng đế huyền thoại. Sau khi ông qua đời, Đế quốc có cương thổ trải dài từ miền Nam Ý cho tới vùng Kavkaz và tù sông Danube cho đến biên giới Palestine, đạt đến cực điểm về độ lớn kể từ các cuộc càn quét của người Hồi giáo vào 4 thế kỷ trước. |
| | Konstantinos VIII "Dòng dõi vương giả" (Κωνσταντῖνος Η΄ ὁ Πορφυρογέννητος)                                                 | 15 tháng 12 năm 1025 – 15 tháng 11 năm 1028        | Ông sinh năm 960 và là con trai thứ hai của Hoàng đế Romanos II và Hoàng hậu Theophano, do không có con cái nối dõi nên Basileios đành trao lại quyền trị quốc của đế chế vào tay hoàng đệ. Triều đại của ông là một thảm họa vì ông thiếu dũng khí và sự hiểu biết chính trị. Ông đã phản ứng với mọi thách thức với sự tàn ác bốc đồng, khủng bố đám quý tộc kiêu ngạo và bị cáo buộc đã ra lệnh xử tử hoặc tùng xẻo hàng trăm người vô tội. Trước khi chết, ông chọn Romanos Argyros làm con rể cho con Zoe. |
| | Zoë "Dòng dõi vương giả" (Ζωὴ Πορφυρογέννητη)                                                                              | 15 tháng 11 năm 1028 – Tháng 6 năm 1050            | Là con gái của Konstantinos VIII, bà lên nối ngôi sau khi cha mất, và cùng em gái Theodora là những thành viên duy nhất của nhà Makedonia còn sống sót. Bà đồng cai trị với ba đời chồng Romanos III (1028–1034), Mikhael IV (1034–1041) và Konstantinos IX (1042–1050) |
| không khung | Romanos III Argyros (Ῥωμανὸς Γ΄ Ἀργυρὸς)                                                                                   | 15 tháng 11 năm 1028 – 11 tháng 4 năm 1034         | Sinh năm 968, vị quý tộc già nua Romanos đã được Konstantinos VIII chọn làm chồng của cô con gái Zoë trong lúc hấp hối. Ông lên nối ngôi sau khi Konstantinos mất một vài ngày sau đó. |
| không khung | Michael IV "xứ Paphlagonia" (Μιχαὴλ Δ΄ ὁ Παφλαγὼν)                                                                         | 11 tháng 4 năm 1034 – 10 tháng 12 năm 1041         | Sinh năm 1010, ông là tình nhân của Zoë khi Romanos III vẫn còn sống và lên nối ngôi kế vị sau khi Romanos mất với tư cách là chồng của Zoë. Được trợ giúp bởi anh trai, thái giám Ioannes Orphanotrophos, triều đại của ông được đánh dấu bằng những thành công vừa phải chống lại cuộc nổi loạn nội bộ, nhưng nỗ lực tái chiếm Sicilia thất bại. Ông qua đời sau một cơn bệnh dài. |
| | Michael V "Thợ Xảm Tàu" (Μιχαὴλ Ε΄ ὁ Καλαφάτης)                                                                            | 10 tháng 12 năm 1041 – 20 tháng 4 năm 1042         | Sinh năm 1015, là cháu trai và là con nuôi của Mikhael IV. Trong suốt triều đại của ông, ông đã cố gắng để đẩy Zoe ra rìa, nhưng một cuộc nổi dậy đã buộc ông phải phục vị cho Zoe cùng với em gái Theodora vào ngày 19 tháng 4 năm 1042. Ông bị lật đổ và bị triều đình bắt giam, chọc mù mắt và xử cung hình ngày 24 tháng 8 năm 1042. |
| không khung | Theodora (Θεοδώρα) | 19 tháng 4 năm 1042 – sau 31 tháng 8 năm 1056      | Em gái của Zoe, sinh năm 984, bà được phong làm đồng nữ hoàng ngày 19 tháng 4 năm 1042. Sau khi Zoe kết hôn với người chồng thứ ba là Konstantinos IX trong tháng 6 năm 1042, Theodora lại lần nữa bị cho ra rìa. Sau cái chết của Zoe năm 1050 và Konstantinos năm 1055, Theodora lên nắm quyền đốc chính đế chế cho đến khi chết. Bà chọn Mikhael VI làm người kế vị của mình |
| không khung | Konstantinos IX Monomachos (Κωνσταντῖνος Θ΄ Μονομάχος)                                                                     | 11 tháng 6 năm 1042 – 7/8 hoặc 11 tháng 1 năm 1055 | Sinh khoảng năm 1000 và có xuất thân quyền quý, Ông được Hoàng hậu Zoe chọn làm chồng và đồng hoàng đế vào năm 1042, dù từng bị trục xuất vì âm mưu chống lại người chồng trước của bà là Hoàng đế Mikhael IV Paphlagon. Constantine hỗ trợ các lớp con buôn và ủng hộ tầng lớp trí thức và xa lánh các tầng lớp quý tộc quân sự. Là vị vua thích hưởng lạc thú, ông đã sống một cuộc sống xa hoa với sủng thiếp của mình và đã cho tu sửa một số tu viện, đặc biệt là Nea Moni của Chios và tu viện Mangana. Triều đại của ông được đánh dấu bằng những cuộc xâm lược của người Pecheneg ở Balkan và người Turk Seljuk ở miền đông, cũng như các cuộc nổi dậy của Georgios Maniakes và Leon Tornikios và đỉnh điểm là cuộc Đại ly giáo giữa hai toà thánh Rôma và Constantinopolis. |
| Không thuộc triều đại nào (1056–1057)                                                                                    | |                                                    | |
| | Michael VI Bringas, "Stratiotikos" hay "Lão làng" (Μιχαὴλ ΣΤ΄ Βρίγγας, ὁ Στρατιωτικός, ὁ Γέρων)                            | Tháng 9 năm 1056 – 31 tháng 8 năm 1057             | Là một quý tộc già cả và là một thành viên thuộc tầng lớp quan lại từng phụng sự Đại thần tài chính quân vụ. Về sau, ông bị lật đổ bởi Isaakios I Komnenos khi ông ta tạo phản, Mikhael VI rút lui về một tu viện nơi ông chết năm 1059. |
| Nhà Komnenos (1057–1059) Xem thêm: Komnenos và Đông La Mã dưới triều nhà Komenos                                         | |                                                    | |
| | Isaakios I Komnenos (Ἰσαάκιος Α΄ Κομνηνὸς)                                                                                 | 5 tháng 6 năm 1057 – 22 tháng 11 năm 1059          | Sinh khoảng năm 1005. Là một tướng bách chiến bách thắng, ông tạo phản và được binh sĩ và chư tướng tôn làm hoàng đế; ông được chính thức công nhận sau làm hoàng đế khi Mikhael VI thoái vị ngày 31 tháng 8 năm 1057. Ông thoái vị vào năm 1059 và qua đời vào khoảng năm 1061. |
| Nhà Doukas (1059–1081) Xem thêm: Nhà Doukas và Đông La Mã dưới nhà Doukas                                                | |                                                    | |
| không khung | Konstantinos X Doukas (Κωνσταντίνος Ι΄ Δούκας)                                                                             | 24 tháng 11 năm 1059 – 22 tháng 5 năm 1067         | Sinh năm 1006, ông trở thành tướng và đồng minh của Isaakios Komnenos và nối ngôi hoàng đế sau khi Isaakios thoái vị. Ông phong các con trai Mikhael, Andronikos và Konstantios làm đồng hoàng đế. |
| không khung | Romanos IV Diogenes (Ρωμανὸς Δ΄ Διογένης)                                                                                  | 1 tháng 1 năm 1068 – 1 tháng 10 năm 1071           | Sinh năm 1032, là một vị tướng thành công, ông đã kết hôn với thái hậu Eudokia Makrembolitissa và đã nhanh chóng trở thành đại hoàng đế và và người giám hộ cho con trai của bà là Konstantinos X. Ông bị phế truất trong cuộc chính biến cung đình sau trận Manzikert. Ông bị chọc mù mắt vào tháng 6 năm 1072 và phải sống lưu vong. Ông mất không lâu sau đó. |
| không khung | Mikhael VII Doukas (Μιχαὴλ Ζ΄ Δούκας)                                                                                      | 1 tháng 10 năm 1071 – 24 tháng 3 năm 1078          | Sinh năm 1050 và là trưởng nam của Konstantinos X. Đông hoàng đế kể từ năm 1059 và nối ngôi kế vị sau khi cha ông mất. Do còn ít tuổi, mẹ ông Eudokia Makrembolitissa nằm quyền phụ chính trong những năm 1067–1068 và bị người cha dượng Romanos IV Diogenes đẩy làm tiểu hoàng đế trong giai đoạn 1068–1071. Ông trở thành đại hoàng đề từ 1071 đến 1078. Ông phong con trai Konstantinos cùng những đứa em của cậu làm đồng hoàng đế. Ông thoái vị trước khi Nikephoros Botaneiates tạo phản, rút lui về tu viện và mất năm 1090. |
| không khung | Nikephoros III Botaneiates (Νικηφόρος Γ΄ Βοτανειάτης)                                                                      | 31 tháng 3 năm 1078 – 1 tháng 4 năm 1081           | Sinh năm 1001, ông từng là strategos của Anatolia Thema. Ông dấy binh tạo phản chống lại Mikhael VII và được nhân dân chào đón ở kinh đô. Ông đã có thể vượt qua nhiều cuộc nổi loạn, nhưng cuối cùng bị gia tộc Komnenos lật đổ. Ông rút lui về một tu viện nơi ông mất ngày 10 tháng 12 cùng năm (1081). |
| Nhà Komnenid (1081–1185) Xem thêm: Komnenos và Đế quốc Đông La Mã dưới nhà Komnenos                                      | |                                                    | |
| | Alexios I Komnenos (Ἀλέξιος Α' Κομνηνὸς)                                                                                   | 4 tháng 4 năm 1081 – 15 tháng 8 năm 1118           | Sinh năm 1056, là cháu trai của Isaakios I Komnenos. Sau khi lên ngôi, Alexios thừa hưởng một đế chế đã suy yếu nhiều về mọi mặt và phải đối phó với các cuộc chiến tranh liên miên với cả dân du mục Thổ Seljuq ở Tiểu Á và người Norman tại vùng phía tây Balkan, ông đủ sức kiềm chế sự sụp đổ của Đông La Mã và bắt đầu công cuộc khôi phục quân sự, tài chính và lãnh thổ được gọi là Komnenos trung hưng. |
| | Ioannes II Komnenos (Ἰωάννης Β' Κομνηνὸς)                                                                                  | 15 tháng 8 năm 1118 – 8 tháng 4 năm 1143           | Sinh ngày 13 tháng 9 năm 1087 và là trưởng nam của Alexios I. Là đồng hoàng đế kẻ từ năm 1092, ông nối ngôi kế nghiệp sau khi vua cha băng hà. Trong triều đại của mình, ông chủ yếu tập trung vào những cuộc chiến với người Turk. Là một vị hoàng đế được lòng dân, ông được biết đến dưới tên gọi "Ioannes Hiền minh". Ông chọn Alexios làm đồng hoàng đế năm 1122, nhưng Alexios mất trước ông. |
| | Manuel I Komnenos "Đại đế" (Μανουὴλ Α' Κομνηνὸς)                                                                           | 1143 – 24 tháng 9 năm 1180                         | Sinh ngày 28 tháng 11 năm 1118, là con trai thứ tư cũng như trẻ nhất của Ioannes II, ông được phụ hoàng chọn làm hoàng đế lúc lâm chung thay vì anh trai Isaakios. Là một vị hoàng đế hùng mạnh, ông thực hiện các chiến dịch bình định người Turk, Hungari, khiến các quốc gia Thập tự quân phải xưng thần và thực hiện cuộc tái chinh phạt Ý nhưng thất bại. Các chiến dịch liên tục và lãng phí đã khiến quốc khố suy kiệt. |
| không khung | Alexios II Komnenos (Ἀλέξιος B' Κομνηνὸς)                                                                                  | 24 tháng 9 năm 1180 – Tháng 10 năm 1183            | Sinh ngày 14 tháng 9 năm 1169 và là con trai duy nhất của Manouel I. Mẫu hậu Maria xứ Antiochia nắm quyền chấp chính từ 1180 đến 1182. Ông bị lật đổ bởi Andronikos I Komnenos, người trước đó được Alexios II phong làm đồng hoàng đế nhưng đã quay lưng lại và sát hại ông. |
| không khung | Andronikos I Komnenos (Ἀνδρόνικος Α' Κομνηνὸς)                                                                             | 1183 – 11 tháng 9 năm 1185                         | Sinh khoảng năm 1118, là em họ của Manouel I và là con trai của Isaakios, em trai của Ioannes II. Khi còn làm tướng, ông từng bị bắt bỏ tù vì tội chống lại Ioannes II, nhưng tẩu thoát và sống lưu vong 15 ở nhiều triều đình khác nhau vùng Đông Âu và Trung Đông. Ông đoạt quyền chấp chính từ Maria xứ Antiochia năm 1182 và đoạt ngôi từ cháu trai Alexios II. Là một vị quân chủ không được lòng dân, ông bị lật đổ và cung hình trong một cuộc nổi dậy. |
| Nhà Angelos (1185–1204) Xem thêm: Nhà Angelos và Đông La Mã dưới triều Angelos                                           | |                                                    | |
| | Isaakios II Angelos (Ἰσαάκιος Β' Ἄγγελος)                                                                                  | 1185 – tháng 3 năm 1195                            | Sinh vào tháng 9 năm 1156, Isaakios trở thành hoàng đế sau khi dần đầu quân nổi loạn lật đổ Andronikos I. Triều đại của ông được đánh dấu bởi những cuộc chiến ở Balkan, đặc biệt là trước nhà nước Bulgaria vừa tái sinh. Ông bị lật đổ, chọc mù mắt và bỏ tù bởi người anh trai Alexios III. |
| không khung | Alexios III Angelos (Ἀλέξιος Γ' Ἄγγελος)                                                                                   | Tháng 3 năm 1195 – 17/18 tháng 7 năm 1203          | Sinh năm 1153, Alexios là anh trai của Isaakios II. Triều đại của ông được đánh dấu bởi quản lý triều chính tồi tệ và tăng tính tự chủ của các đầu nậu tỉnh. Ông bị Thập tự chinh thứ tư lật đổ và phải tẩu thoát khỏi Constantinopolis, đi khắp Hy Lạp và Tiểu Á để tìm kiếm sự hỗ trợ để phục vị. Ông chết khi bị giam ở Nicaea năm 1211. |
| | Isaakios II Angelos (Ἰσαάκιος Β' Ἄγγελος)                                                                                  | 18 tháng 7 năm 1203 – 27/28 tháng 1 năm 1204       | Được phục vị bởi Thập tự quân, quyền lực thực tế rơi vào tay con trai là Alexios IV. Do không giải quyết được những nhu cầu của Thập tự quân, ông bị Alexios V Doukas lật đổ trong tháng 1 năm 1204 và mất ngày 28 tháng 1 năm 1204 có lẽ do bị đầu độc. |
| | Alexios IV Angelos (Ἀλέξιος Δ' Ἄγγελος)                                                                                    | 1 tháng 8 năm 1203 – 27/28 tháng 1 năm 1204        | Sinh năm 1182, con trai của Isaakios II. Ông gia nhập cuộc Thập tự chinh thứ tư với hy vọng phục vị cho phụ hoàng, và đã đồng cai trị cùng cha sau khi ông ấy phục vị. Do không giải quyết được những nhu cầu của Thập tự quân, ông bị Alexios V Doukas lật đổ trong tháng 1 năm 1204 và bị bóp cổ chết ngày 8 tháng 2. |
| không khung | Alexios V Doukas "Mourtzouphlos" (Ἀλέξιος Ε' Δούκας ὁ Μούρτζουφλος)                                                        | 5 tháng 2 năm 1204 – 13 tháng 4 năm 1204           | Sinh năm 1140, là con rể của Alexios III và là một quý tộc danh giá. Ông lật đổ Isaakios II và Alexios IV trong một cuộc đảo chính hoàng cung. Ông đã cố gắng để đẩy lùi quân Thập tự, nhưng lại để họ chiếm Constantinopolis, điều này khiến Mourtzouphlos phải chạy trốn. Ông đi theo vị cựu hoàng lưu vong Alexios III, nhưng sau đó bị chọc mù mắt. Ông bị quân Thập tự bắt được và bị xử tử vào tháng 12 năm 1205. |
| Nhà Laskaris (Đế quốc Nicaea, 1204–1261) Xem thêm: Nhà Laskaris và Đế quốc Nicaea                                        | |                                                    | |
| | Theodoros I Laskaris (Θεόδωρος Α΄ Λάσκαρις)                                                                                | 1205– Tháng 12 năm 1221/1222                       | Sinh vào khoảng năm 1174, ông nổi lên với tư cách là con rể vua Alexios III. Anh trai ông là Konstantinos Laskaris (hoặc là Theodore, không rõ có phải hay không) được chọn là hoàng đế bởi người dân thành Constantinople ngay trước ngày thành phố thất thủ dưới tay của quân Thập tự chinh. Konstantinos cố gắng ở lại vài giờ nữa trước khi lánh nạn trước cuộc cướp phá thành Constantinople của quân lính Thập tự chinh. Sau đó ông này lánh nạn tới Nicacea, nơi ông tập hợp những người Hi Lạp kháng cự lại người Latinh. Tuyên bố là hoàng đế sau khi Konstantinos mất năm 1205, ông chỉ có thể làm lễ đăng quang hoàng đế sau cái chết của anh trai mình 3 năm, tức năm 1208. Ông ngăn chặn bước tiến của cả người Latinh vào bán đảo Anatolia lẫn các cuộc đột kích của người Sejuk Thổ; thành lập nên đế chế Nicaea, đất nước Hi Lạp mạnh nhất kế thừa đế quốc Byzantine sau khi đế quốc này sụp đổ. |
| | Ioannes III Doukas Vatatzes (Ἰωάννης Γ' Δούκας Βατάτζης)                                                                   | 15 tháng 12 năm 1221/1222– 3 tháng 11 năm 1254     | Sinh vào khoảng năm 1192, ông trở thành con rể và người thừa kế vương vị của Theodoros I vào năm 1212. Là nhà trị quốc có năng lực, ông mở rộng lãnh thổ của mình tới tận Bithynia, Tharce và Macedonia của đế quốc Latin; đế quốc Bulgaria và chuyên chế quốc Ipeiros. |
| | Theodoros II Laskaris (Θεόδωρος Β' Λάσκαρις)                                                                               | 3 tháng 11 năm 1254– 18 tháng 8 năm 1258           | Sinh vào khoảng năm 1201/1202, ông là con trai duy nhất của Ioannes III, là người bước lên ngai vàng sau khi phụ thân mất. Triều đại của ông chứng kiến sự thù địch đối với tầng lớp quý tộc, chiến thắng trước người Bulgaria và việc mở rộng lãnh thổ tới tận Albania . |
| | Ioannes IV Laskaris (Ἰωάννης Δ' Λάσκαρις)                                                                                  | 18 tháng 8 năm 1258– 25 tháng 12 năm 1261          | Sinh ngày 25 tháng 12, 1250, ông là con trai duy nhất của Theodoros II, ông kế thừa ngai vàng sau cái chết của cha. George Mouzalon được chọn làm nhiếp chính đầu tiên dưới triều đại của của ông nhưng nhanh chóng bị giới quý tộc giết chết. Mikhael Palaiologos, người đứng đầu giới quý tộc trở thành nhiếp chính thứ hai và không lâu sau đó tự xưng mình là đồng hoàng đế. Sau khi Mikhael chiếm lại thành Constantinople vào tháng 8 năm 1261, Mikhael loại ông ra khỏi vương triều, chọc mù mắt và tống giam ông. Ioannes IV sau đó đã trải qua phần đời còn lại của mình dưới thân phận là tu sĩ ở Dacibyza, dưới cái tên Joasaph. Mất vào khoảng năm 1305. |
| Nhà Palaiologos (Constantinopole trung hưng, 1261–1453) Xem thêm: Palaiologos và Đế quốc Đông La Mã dưới nhà Palaiologos | |                                                    | |
| không khung | Mikhael VIII Palaiologos (Μιχαὴλ Η' Παλαιολόγος)                                                                           | 1 tháng 1 năm 1259– 11 tháng 12 năm 1282           | Sinh năm 1223, ông là chắt nội của Alexios III, cháu của Ioannes III vì lý do hôn nhân. Là đồng hoàng đế cùng với Ioannes IV từ năm 1259, rồi tự mình làm hoàng đế từ ngày 25 tháng 12 năm 1261. |
| không khung | Andronikos II Palaiologos (Ἀνδρόνικος Β' Παλαιολόγος)                                                                      | 11 tháng 12 năm 1282– 24 tháng 5 năm 1328          | Là con của Mikhael VIII, Andronikos sinh ngày 25 tháng 3 năm 1259. Ông được phong làm đồng hoàng đế vào tháng 9 năm 1261, chính thức đăng quang năm 1272, ông chính thức tự mình cai trị sau cái chết của phụ thân. Ông chú trọng giải quyết các vấn đề về tôn giáo và ngoại giao, nhưng với các vấn đề về tài chính nổi lên, đến cuối cùng các vùng lãnh thổ của người Byzantine ở Tiểu Á gần như bị mất hết. Mikhael IX được ông phong làm đồng hoàng đế vào năm 1282. Trong một cuộc nội chiến kéo dài sau đó, ông buộc phải phong Andronikos III làm đồng hoàng đế và sau đó thì bị phế truất. Ông mất ngày 13 tháng 2 năm 1332. |
| | Andronikos III Palaiologos (Ἀνδρόνικος Γ' Παλαιολόγος)                                                                     | 24 tháng 5 năm 1328– 15 tháng 6 năm 1341           | Ông sinh 25 tháng 3 năm 1297, là con của Mikhael IX Palaiologos và Rita xứ Armenia Là hoàng đế đối lập từ tháng 7 năm 1321, ông phế truất ông nội mình là Andronikos II vào 1328 và tự mình cai trị đến lúc chết. Được hỗ trợ bởi Ioannes Kantakouzenos, thời kỳ ông cai trị chứng kiến những thất bại trước người Thổ và việc khôi phục các lãnh thổ đã mất ở Epirus và Thessaly. |
| | Ioannes V Palaiologos (Ἰωάννης Ε' Παλαιολόγος)                                                                             | 15 tháng 6 năm 1341– 12 tháng 8 năm 1376           | Con trai duy nhất của Andronikos III, ông không được vua cha tuyên bố cả về việc làm đồng hoàng đế lẫn là người kế vị ông sau khi Andronikos mất. Điều này dẫn Đông La Mã vào một cuộc nội chiến kéo dài 7 năm với vị nhiếp chính được cha mình chỉ định là Ioannes Kantakouzenos. Đến năm 1347, nội chiến chấm dứt và ông công nhận vị nhiếp chính là đồng hoàng đế. Xung đột tiếp tục nổ ra sau đó khi ông tấn công vị đồng hoàng đế tương lai, con của Ioannes VI là Matthaios Kantakouzenos vào năm 1252, làm cho đất nước Byzatine rơi vào nội chiến lần 2. Matthaios này sau cũng lên làm đồng hoàng đế cùng với người cha có thân phận thượng phu trước kia mình, nhưng bị Ioannes V phế truất năm 1357. Ioannes cố gắng kêu gọi sự giúp sức từ phía Tây nhưng nên thua trận và đến năm 1371 thì phải thừa nhận là đồng ý trở thành đồng hoàng đế cùng với Matthatios. Phế truất bởi con mình là Andronikos IV vào năm 1576 |
| | Ioannes VI Kantakouzenos (Ἰωάννης ΣΤ' Καντακουζηνὸς)                                                                       | 8 tháng 2 năm 1347– 4 tháng 12 năm 1354            | Là một thành viên họ hàng nhà Palaiologos, ông tự xưng là đồng hoàng đế vào ngày 26 tháng 10 năm 1341, và được công nhận là hoàng đế đơn nhất cai trị đế quốc khoảng 10 năm sau khi kết thúc nội chiến vào ngày 8 tháng 2 năm 1347. Bị phế truất bởi Ioannes V vào 1354, ông trở thành tu sĩ, và mất vào ngày 15 tháng 6 năm 1383. |
| | Andronikos IV Palaiologos (Ἀνδρόνικος Δ΄ Παλαιολόγος)                                                                      | 12 tháng 8 năm 1376– 1 tháng 7 năm 1379            | Con của Ioanes V và là cháu nội của Ioanes VI, ông được sinh ra ngày 2 tháng 4 năm 1348. Là đồng hoàng đế khoảng năm 1352, ông phế truất cha mình vào ngày 12 tháng 8 năm 1376. Năm 1379, ông bị đảo chính và vào 2 năm sau đó thì lại được công nhận là đồng hoàng đế. Ông được phong thái ấp ở Selymbria và mất ở đó vào ngày 28 tháng 6, 1385 |
| | Ioannes V Palaiologos (Ἰωάννης Ε' Παλαιολόγος)                                                                             | 1 tháng 7 năm 1379– 14 tháng 4 năm 1390            | Được khôi phục ngôi vương, ông tiến hành giảng hòa với Andronikos IV năm 1381 và đưa ông lên làm đồng hoàng đế năm 1381. Khoảng 9 năm sau đó, ông bị lật đổ bởi cháu trai của mình là Ioannes VII, nhưng sau đó nhanh chóng khôi phục lại quyền lực. Mất ngày 16 tháng 2 năm 1391 |
| | Ioannes VII Palaiologos (Ἰωάννης Ζ' Παλαιολόγος)                                                                           | 14 tháng 4 năm 1390– 17 tháng 9 năm 1390           | Ông sinh năm 1370, là con trai duy nhất của Andronikos IV .Ioannes VII lên làm hoàng đế vào năm 1377-1378 và vào năm 1390, ông lật đổ ông nội Ioannes V và cai trị trong vòng 5 tháng. Tuy vậy, người Ottoman buộc ông phải hòa giải cùng với ông nội ông và với người chú Manuel II. Ông giữ được thành Constantinople khi người Thổ tấn công thành phố từ năm 1399 đến năm 1402. Được ban cho thái ấp ở Thessaloniki, nơi ông cai trị vùng cho đến lúc mất vào ngày 22 tháng 9 năm 1408. |
| | Ioannes V Palaiologos (Ἰωάννης Ε' Παλαιολόγος)                                                                             | 17 tháng 9 năm 1390– 16 tháng 2 năm 1391           | Được khôi phục làm đồng hoàng đế, ông trị vì cho đến lúc mất vào tháng 2 năm 1391. |
| | Manuel II Palaiologos (Μανουὴλ Β' Παλαιολόγος)                                                                             | 16 tháng 2 năm 1391– 21 tháng 7 năm 1425           | Là con trai thứ hai của Ioanes V, ông sinh ngày 27 tháng 6 năm 1350. Trở thành đòng hoàng đế năm 1373, ông chính thức trở thành hoàng đế sau cái chết của Ioannes V và cai trị cho đến lúc mất. Ông tham gia cuộc hành trình nhằm tìm kiếm sự giúp đỡ của phương Tây, vứt bỏ đi thận phận chư hầu cho người Thổ và tranh thủ thành công giành lại một vài lãnh thổ của Thổ Osman sau sự suy yếu của nước này sau trận Ankara. |
| | Ioannes VIII Palaiologos (Ἰωάννης Η' Παλαιολόγος)                                                                          | 21 tháng 7 năm 1425– 31 tháng 10 năm 1448          | Là còn trai cả lớn nhất còn sống của Manuel II cho đến lúc ông mất, ông sinh vào ngày 18 tháng 12 năm 1392. Ông trở thành đồng hoàng đế vào khỏang năm 1416 và làm vua sau khi cha ông mất. Ông thiết lập Liên minh những Nhà thờ năm 1439 với hi vọng chống lại với sự trỗi dậy của người Thổ. |
| | Konstantinos XI Palaiologos (Κωνσταντῖνος ΙΑ' Παλαιολόγος)                                                                 | 6 tháng 1 năm 1449– 29 tháng 5 năm 1453            | Con trai thứ 4 của Manuel II, ông sinh vào ngày 8 tháng 2 năm 1405. Là Quốc chúa Moria từ năm 1428, ông tự mình làm rạng danh bằng các chiến thắng quân sự mà theo đó sát nhập Thân vương quốc Achea và buộc Công quốc Athens phải nằm nhằm dưới sự thống trị của người Byzantine, tuy vậy ông thất bại trong việc đẩy lùi cuộc tấn công của quân Thổ dưới quyền của Turahan Bey. Ông kế thừa Ioannes VII vào năm 1449 sau cái chết của phụ thân với thân phận là con cả của ông. Ông có cầu cứu phương Tây qua cái gọi là Liên minh những Nhà thờ (Union of the Churches) nhưng bị phương Tây ngó lơ. Từ chối giao ra thành phố, ông bị giết trong cuộc vây hãm cuối cùng của người Ottoman dưới quyền chỉ huy của Mehmed II vào ngày 29 tháng 5 năm 1453. |

### Tuyên bố khi lưu vong
| Tên         | Tên                                           | Thời gian nắm quyền       | Chú thích |
| ----------- | --------------------------------------------- | ------------------------- | --- |
|             | Demetrios Palaiologos (Δημήτριος Παλαιολόγος) | 1453– 1460                | Sinh khoảng năm 1407. Con thứ hai của Manuel II, sau Konstantinos XI. Đồng quốc chúa Morea đến lúc mất năm 1460.                                          |
|             | Thomas Palaiologos (Θωμᾶς Παλαιολόγος)        | 1453– 12 tháng 5 năm 1465 | Sinh khoảng năm 1409. Con út của Manuel II. Đồng quốc chúa Morea cho đến năm 1460 cùng với anh trai Demetrios, sau đó thi tự mình cai trị cho đến lúc mất |
| không khung | Andreas Palaiologos (Ἀνδρέας Παλαιολόγος)     | 12 tháng 5 năm 1465– 1502 | Sinh khoảng năm 1453. Con của Thomas Palaiogolos. Cai trị cho đến lúc mất năm 1502                                                                        |